# Victor Biaka Boda
Victor Biaka Boda, né le 25 février 1913 et assassiné le 28 janvier 1950, est un homme politique ivoirien. Il est le père de la RDA en Côte d’Ivoire 

## Biographie

### Origines et études

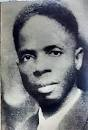
Le médecin Victor Biaka Boda,

Il est issu d'une famille de chefs qui ne tiennent pas leur autorité de l’administration coloniale mais de la tradition guerrière pré-coloniale. Né dans le village de Dahiépa, dans la région de Gagnoa en Côte d'Ivoire, Il est élevé dans le village de Biakou, situé à environ douze kilomètres de Dahiépa-Kéhi par ses grands-parents maternels car très tôt orphelin de père et de mère. 
Il commence son parcours scolaire à Gagnoa en 1920 et obtient le certificat d'études primaires élémentaires en 1927 puis le brevet d'études primaires supérieures en 1930 à l’École primaire supérieure de Bingerville. En 1936, il sort de l'École de médecine de Dakar avec le diplôme de médecin africain et exerce sa profession de médecin à Nzérékoré, en Guinée.

### Carrière politique et militantisme anticolonial
Il milite au Rassemblement démocratique africain (RDA) dès sa création le 18 octobre 1946 à Bamako. L'objectif principal du RDA est de libérer l'Afrique noire de la domination coloniale, ce qui est conforme à ses aspirations profondes. Il quitte la Guinée et rentre définitivement en Côte d'Ivoire en 1947 puis est élu sénateur du PDCI-RDA le 14 novembre 1948. Le 1er décembre de la même année, il siège pour la première fois au palais du Luxembourg. Excellent orateur, organisateur et meneur d'hommes, il prend une part active à la lutte de libération de la Côte d'Ivoire que mène le RDA contre les autorités françaises. 
Dès le 6 février 1949, des émeutes éclatent et se succèdent en Côte d'Ivoire. Le gouverneur de la colonie Laurent Péchoux, qui s'est installé à Abidjan le 10 novembre 1948, a pour mission de casser le RDA, jugé dangereux par le gouvernement français. Il actionne un plan de répression inédit qui se traduit par des arrestations, fusillades et brimades diverses. Le 18 novembre 1949, le sénateur Victor Biaka Boda prononce à Daloa l'un de ses discours les plus virulents contre le colonialisme. Le discours se tient malgré les barrages dressés par l'administrateur André Buttavand et un déploiement impressionnant de forces de police et de gendarmerie coloniales. Devant une foule qu'il harangue grâce à son art oratoire, Victor Biaka Boda condamne avec véhémence les abus du colonisateur et exprime sa foi en la naissance d'une Côte d'Ivoire bientôt libre et totalement affranchie des affres du colonialisme. 
Face à la répression de plus en plus violente de l'administration coloniale, la détermination des nationalistes ivoiriens se renforce. Les grèves, les marches et les réunions publiques se multiplient et se durcissent. La répression aussi. La fusillade de Bouaflé, qui a lieu le 21 janvier 1950, coûte la vie à trois manifestants tués au seuil de leur maison. Deux cents militants du RDA sont arrêtés, parmi lesquels onze moururent en prison.

### Assassinat
Dans la nuit du 27 au 28 janvier 1950, Victor Biaka Boda, figure de l'aile radicale du RDA, quittant Yamoussoukro pour se rendre à Gagnoa, disparaît mystérieusement à Bouaflé de la maison où il avait trouvé l'hospitalité, après que sa voiture fût tombée en panne à l'entrée de la ville. Un corps découvert plus tard dans une clairière à Bouaflé, suspendu à une branche d'arbre à 1,40 m du sol, la tête tranchée ainsi que des effets vestimentaires puis quelques objets dont une chevalière marquée d'un « B », permettent d'identifier le cadavre décapité comme celui du sénateur Victor Biaka Boda. Pourtant, le parlementaire disparu ne sera officiellement déclaré mort que le 20 mars 1953, soit trois ans après son assassinat. En effet, cette nuit du 27 au 28 janvier 1950 à Bouaflé, il avait été arrêté par des supplétifs syriens de l'armée coloniale française et torturé à mort à coups de baïonnette.
Quelques heures après sa disparition, lors du massacre du 30 janvier à Dimbokro, des colons ouvrent le feu sur une foule de manifestants, faisant treize morts et une cinquantaine de blessés.
Le 7 août 1960, l'indépendance de la Côte d'Ivoire est proclamée par Félix Houphouët-Boigny mais elle est caractérisée par des accords de coopération qui se traduisent par une assistance totale de l'ancienne puissance coloniale dans les domaines politique, économique et militaire.
Dans Les pionniers de l'indépendance, paru en 1975, Claude Gérard rapporte les propos tenus en 1952 par un représentant du Comité central de la France d'Outre Mer, dans le cadre duquel, depuis des années, les colons se concertaient sur la manière de retarder l'émancipation africaine en ces termes : « Biaka Boda n'avait pas voulu s'incliner. Il n'est pas bon de nous résister... ».
Le stade Victor Biaka Boda de Gagnoa, dans l'Ouest du pays, a été nommé en son hommage.